# Technofeudalizm
Technofeudalizm – hipoteza i krytyczna teoria społeczno-ekonomiczna, według której późny kapitalizm, pod wpływem gwałtownego rozwoju technologii cyfrowych i dominacji niewielkiej liczby firm technologicznych (Big Tech), przekształca się w nowy system, przypominający w swej strukturze feudalizm. W systemie tym tradycyjne mechanizmy rynkowe i relacje kapitał-praca zostają zastąpione przez nowe formy władzy i zależności, oparte na kontroli nad danymi i infrastrukturą cyfrową.  
Głównymi propagatorami tej teorii są grecki ekonomista i były minister finansów, Janis Warufakis, oraz francuski ekonomista Cédric Durand.

## Geneza i rozwój pojęcia
Termin "technofeudalizm" jest rozwinięciem wcześniejszych koncepcji, takich jak "neofeudalizm" czy "feudalizm cyfrowy", które pojawiły się w dyskursie krytycznym wobec globalizacji i rosnącej siły korporacji. Cédric Durand w swojej książce z 2020 roku, Techno-féodalisme: Critique de l'économie numérique, przedstawił systematyczną analizę, w której argumentował, że platformy cyfrowe, takie jak Amazon, Google czy Facebook, działają jak nowi panowie feudalni, kontrolując kluczowe "terytoria" cyfrowe i pobierając rentę od działalności innych podmiotów.
Janis Warufakis spopularyzował termin w swojej książce Technofeudalizm: Co zabiło kapitalizm? (ang. Technofeudalism: What Killed Capitalism?, 2023). Według niego, fundamentalna zmiana nastąpiła po kryzysie finansowym w 2008 roku. Pieniądze z luzowania ilościowego, zamiast ożywić tradycyjną gospodarkę, w dużej mierze zasiliły firmy technologiczne, co pozwoliło im zbudować i scementować swoją dominację.

## Główne cechy technofeudalizmu
Zwolennicy teorii wskazują na kilka kluczowych cech, które odróżniają technofeudalizm od kapitalizmu:
- Zmiana charakteru kapitału, kapitał chmurowy (Cloud Capital). W odróżnieniu od tradycyjnego kapitału (maszyn, fabryk), nową dominującą formą jest "kapitał chmurowy" – zintegrowana sieć oprogramowania i sprzętu (serwery, kable, algorytmy), która stanowi podstawę działania gospodarki cyfrowej. Właściciele tego kapitału, nazywani przez Warufakisa "chmurowymi panami" (ang. cloudalists), nie koncentrują się na produkcji towarów, lecz na kontrolowaniu ekosystemów, w ramach których działają inni.
- Renta zamiast zysku, renta chmurowa (Cloud Rent). Głównym źródłem dochodu w technofeudalizmie nie jest zysk z produkcji i sprzedaży towarów na konkurencyjnym rynku, ale renta pobierana za dostęp do platform i ekosystemów cyfrowych. Przykłady obejmują:
  - Prowizje pobierane przez platformy e-commerce (np. Amazon Marketplace) od każdego sprzedawcy.
  - Opłaty za promocję treści w mediach społecznościowych.
  - Prowizje od transakcji w sklepach z aplikacjami (np. Apple App Store, Google Play). Tradycyjni kapitaliści stają się w tym układzie "wasalami", którzy muszą płacić rentę chmurowym panom, aby dotrzeć do klientów.
- Koniec tradycyjnych rynków. Rynki, rozumiane jako miejsce swobodnej interakcji anonimowych kupujących i sprzedających, zanikają. Platformy cyfrowe nie są neutralnymi pośrednikami, lecz aktywnie kształtują popyt za pomocą algorytmów, personalizowanych rekomendacji i kontroli nad informacją. Decyzje konsumenckie są w dużej mierze sterowane przez właścicieli platform.

- Nowa forma poddaństwa, cyfrowi chłopi pańszczyźniani (Cloud Serfs). Zwykli użytkownicy internetu, dostarczając nieodpłatnie danych poprzez każdą aktywność online (kliki, polubienia, udostępnienia, zapytania w wyszukiwarkach), wykonują pracę, która buduje wartość kapitału chmurowego. W zamian za dostęp do darmowych usług (wyszukiwarki, media społecznościowe), stają się "cyfrowymi chłopami pańszczyźnianymi". Ich dane są kluczowym zasobem, który pozwala na trenowanie algorytmów i modyfikację zachowań, co generuje rentę dla chmurowych panów.

Porównanie z feudalizmem i kapitalizmem
| Cecha                            | Feudalizm                   | Kapitalizm                       | Technofeudalizm                                                              |
| Dominująca forma własności       | Ziemia                      | Kapitał (maszyny, fabryki)       | Kapitał chmurowy (platformy, dane)                                           |
| Podstawowy mechanizm ekonomiczny | Pobieranie renty od chłopów | Zysk z produkcji i sprzedaży     | Pobieranie renty chmurowej                                                   |
| Główna klasa wyzyskująca         | Panowie feudalni            | Kapitaliści                      | Chmurowi panowie (właściciele Big Tech)                                      |
| Główna klasa podległa            | Chłopi pańszczyźniani       | Proletariat (pracownicy najemni) | Użytkownicy/prosumenci ("cyfrowi chłopi pańszczyźniani"), kapitaliści-wasale |
| Charakter rynku                  | Rynki lokalne, ograniczone  | Rynki centralne, konkurencyjne   | Platformy cyfrowe jako prywatne lenna                                        |

## Krytyka
Teoria technofeudalizmu spotyka się z krytyką ze strony części ekonomistów i analityków. Główne zarzuty to:
- To wciąż kapitalizm: Krytycy, tacy jak białoruski badacz Evgeny Morozov, argumentują, że opisywane zjawiska nie są dowodem na koniec kapitalizmu, lecz stanowią jego nową, bardziej drapieżną i zmonopolizowaną formę. Tworzenie monopoli i dążenie do renty jest, ich zdaniem, naturalną tendencją wewnątrz kapitalizmu, a nie jego przezwyciężeniem.
- Nadużycie historycznej analogii: Porównanie do feudalizmu jest uznawane za publicystycznie chwytliwe, ale potencjalnie mylące i upraszczające złożoność współczesnej gospodarki. Relacje między użytkownikami a platformami nie są tożsame z przymusową zależnością chłopa od pana feudalnego.
- Różnice w modelach globalnych: Teoria jest krytykowana za niedostateczne uwzględnienie różnic między modelem zachodnim (głównie amerykańskim) a chińskim. W Chinach firmy technologiczne, choć potężne, są ściśle podporządkowane państwu, co tworzy odmienną dynamikę określaną niekiedy jako "technosocjalizm" lub państwowy kapitalizm cyfrowy.
- Brak dowodów empirycznych: Niektórzy recenzenci książki Warufakisa wskazują na brak twardych danych ekonomicznych, wykresów i tabel, które wspierałyby tezę o fundamentalnej zmianie systemowej. Argumentacja opiera się w dużej mierze na interpretacji i analogiach.

Mimo tych zastrzeżeń, pojęcie technofeudalizmu zyskało na popularności jako użyteczne narzędzie do opisu rosnącej potęgi firm technologicznych i związanych z nią zagrożeń dla demokracji, wolnego rynku i praw jednostki.